# Јово Бећир
Јово Бећир (Његуши, 14. септембар 1870 — Јасеновац, 1942) био је црногорски бригадир, командант Херцеговачког одреда и пуковник Југословенске војске.

## Биографија
Војно образовање је стекао у Италији. Заузимао је разне положаје у црногорском Министарству војном. Године 1897. налазио се у одреду црногорске жандармерије, која је са међународном војском одржавала ред на Криту. Био је 1912. делегат Црне Горе у Луцерну за склапање споразума са делегацијом Србије ради заједничке акције Србије и Црне Горе против Турске. У балканском рату 1912—1913 био је начелник Штаба Зетског одреда, а у Првом свјетском рату делегат при српској Врховној команди.
Био је начелник Зетског одреда и командант црногорских трупа за напад на Скадар. Постао је 1915. године и командант Треће дивизије (Херцеговачки одред).
По ослобођењу 1918. примљен је у југословенску војску у чину пуковника. Одликован је орденом Легије части.
Усташе су га одвеле у Логор Јасеновац децембра 1941. године, где су га убиле 1942. године.

## Галерија
- Јово Бећир (лево) и Петар Ломпар (у средини) потписују капитулацију црногорске војске, 1916. године